# Фонова музика
Фо́нова музика — це музика, котра грається на тлі певної іншої діяльності або подій, при яких люди не приділяють їй активної уваги.
Два основних напрямки використання фонової музики: для комфортного, розслабленого тла у суспільних місцях (магазинах, вокзалах, ресторанах тощо) і для створення потрібної атмосфери й посилення емоційного ефекту в різноманітних постановках, включно з телепередачами й кінофільмами.

## Дослідження психологічних аспектів
Проводяться дослідження впливу фонової музики на виконання немузичних задач, наприклад, змін поведінки при різних установках звучання музики, різноманітних її типах і жанрах. У лабораторних умовах музика може впливати на продуктивність при виконанні когнітивних задач (на пам'ять, увагу й розуміння) як у позитивному, так і в негативному напрямках. Музика активно використовується для посилення ефекту реклами, також впливає на маркетингову стратегію, на когнітивне сприйняття (розуміння) рекламних сполучень і на вибір споживача.

### Вплив на когнітивні функції
Фонова музика може впливати на процес навчання, запам'ятовування і згадування, на продуктивність під час вирішення контрольних завдань і на увагу в задачах когнітивного нагляду.

## Музика в торгівлі
Щодо як радіо-, так і телевізійної реклами, музика суттєво впливає на процес згадування її змісту, на намір купити товар і на ставлення до реклами та до бренду. Проводилися маркетингові дослідження щодо впливу музики в радіо-рекламі, телевізійній рекламі та при роздрібній торгівлі.
Один з найважливіших аспектів при використанні музики — так звана «музична відповідність» (англ. musical fit), або ступінь відповідності між ключовими моментами рекламного ролика і піснею. Реклама й музика можуть відповідати або не відповідати одна одній як у використанні пісні з текстом, так і при виключно інструментальній композиції. Тембр, темп, текст пісні, жанр, настрій, а також будь-які позитивні або негативні асоціації, викликані тієї або іншою музикою, повинні відповідати характерам рекламного оголошення й товару. Наприклад, було доведено, що гра класичної музики у фоновому режимі призводить до збільшення кількості грошей, котрі люди готові витратити на товар, оскільки класика асоціюється з «престижним» іміджем.